# Cerveja Forst

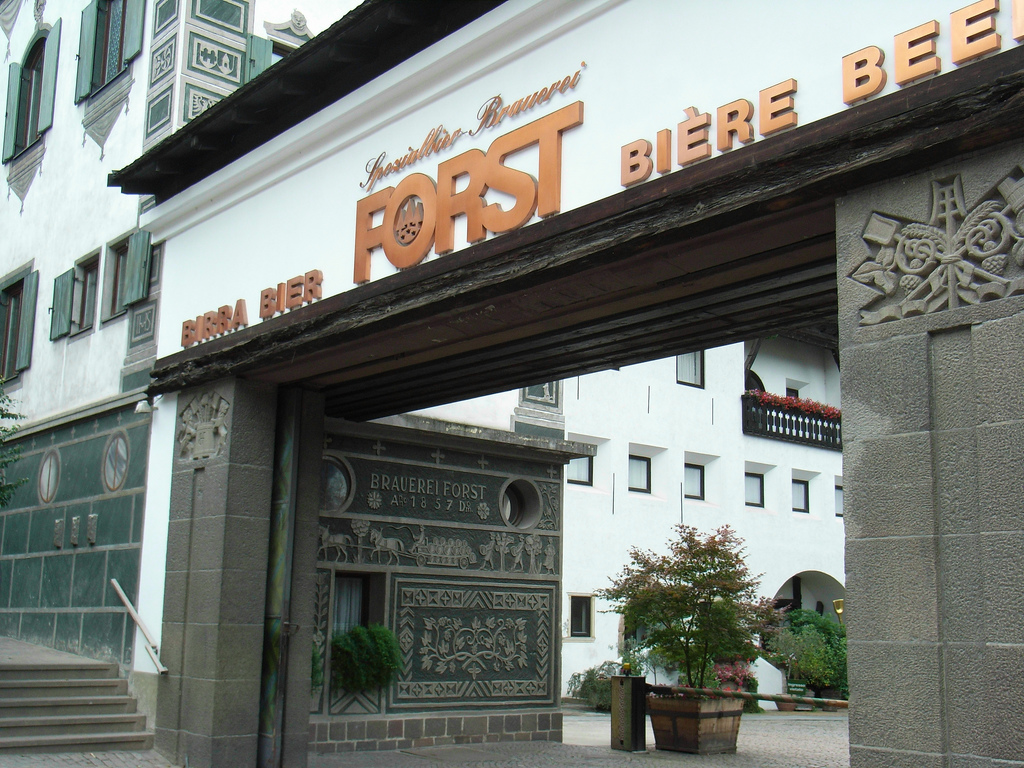
Uma cervejaria especializada Forst, localizada na comuna de Algund, na província de Tirol Meridional, Itália.

A Cerveja Forst é uma marca de cerveja fundada em 1857 em Lagundo na região de Trento na Itália.

## História
A empresa foi fundada em 1857 em Foresta (em alemão Forst), uma pequena fração de Lagundo, na época era uma fração de Marlengo dos meraneses Johann Walnöffer e Franz Tappeiner.
Josef Fuchs, o patriarca da dinastia, que comprou a empresa e que ainda hoje detém ações da mesma, mandou construir o primeiro estabelecimento da Cervejaria Forst onde ainda hoje pode usufruir da grande quantidade de água mineral do morro de San Giuseppe.
Com o passar do tempo, a Cerveja Forst se desenvolveu ao ponto de se transformar uma das maiores empresas produtoras de cerveja na Itália. Ainda hoje a empresa é de propriedade da Família Fuchs.

## Ligações Externas
- Site Oficial